# Bowl East Ridge
Bowl East Ridge est une chaîne de collines localisée au nord de l'île d'Angaur dans l'État du même nom aux Palaos.

## Géologie
La chaîne est formée dans du calcaire corallien composé de fragments de corail, de sable et de matériaux fins agglomérés.

## Sources